# Subexocentrus pilosus
Subexocentrus pilosus là một loài bọ cánh cứng trong họ Cerambycidae.